# Tepličky
Tepličky (in ungherese Fornószeg) è un comune della Slovacchia facente parte del distretto di Hlohovec, nella regione di Trnava.